# Ardon, Loiret

Ardon este o comună în departamentul Loiret din centrul Franței. În 1 ianuarie 2022 avea o populație de 1.201 de locuitori.